# Ctenomys peruanus
Ctenomys peruanus is een zoogdier uit de familie van de kamratten (Ctenomyidae). De wetenschappelijke naam van de soort werd voor het eerst geldig gepubliceerd door Sanborn & Pearson in 1947.

## Voorkomen
De soort komt voor in het uiterste zuiden van Peru.